# 丹尼爾·布萊恩
丹尼爾·布萊恩（英語：Daniel Bryan，1981年5月22日—），原名布萊恩·丹尼爾森（英語：Bryan Danielson），是一位美國職業摔角選手，過去於世界摔角娛樂活躍，亦曾擔任過該節目的總經理，目前隸屬於AEW。
在丹尼爾·布萊恩的摔角事業中，丹尼爾是4次的WWE世界重量級冠軍（第1次衛冕時間5分26秒，因為在夏日衝擊 (2013年)成功挑戰約翰·希南後，隨即被2013年公事包鐵梯賽Raw部分優勝者蘭迪·歐頓在8秒內成功兌現公事包合約）、1次的世界重量級冠軍（第1次衛冕在摔角狂熱XXVIII於18秒內被席莫斯挑戰冠軍成功）、1次的WWE美國冠軍、1次的WWE雙打冠軍（與肯恩搭檔）、1次公事包大戰優勝者（2011年）以及1次WWE洲際冠軍。
2014年4月6日，丹尼爾·布萊恩於摔角狂熱XXX，先是擊敗Triple H，接下來在與蘭迪·歐頓和巴帝斯塔的三方威脅戰，用招牌的關節技Yes Lock讓三方威脅戰投降，成為WWE世界重量級冠軍。
因長期比賽而導致約曾有10次的腦震盪傷勢紀錄，在迫於長期無法出賽的狀況下，最終在2016年2月9日在Raw節目上發表引退宣言。
丹尼爾·布萊恩於2016年7月19日的Raw節目上，由辛恩·麥馬漢宣布其擔任SmackDown LIVE品牌節目的總經理。
丹尼爾·布萊恩於2018年3月20日獲得身體健康合格認可，可以回歸到WWE擂臺上比賽，並於4月8日在摔角狂熱34上進行比賽。

## 個人生活

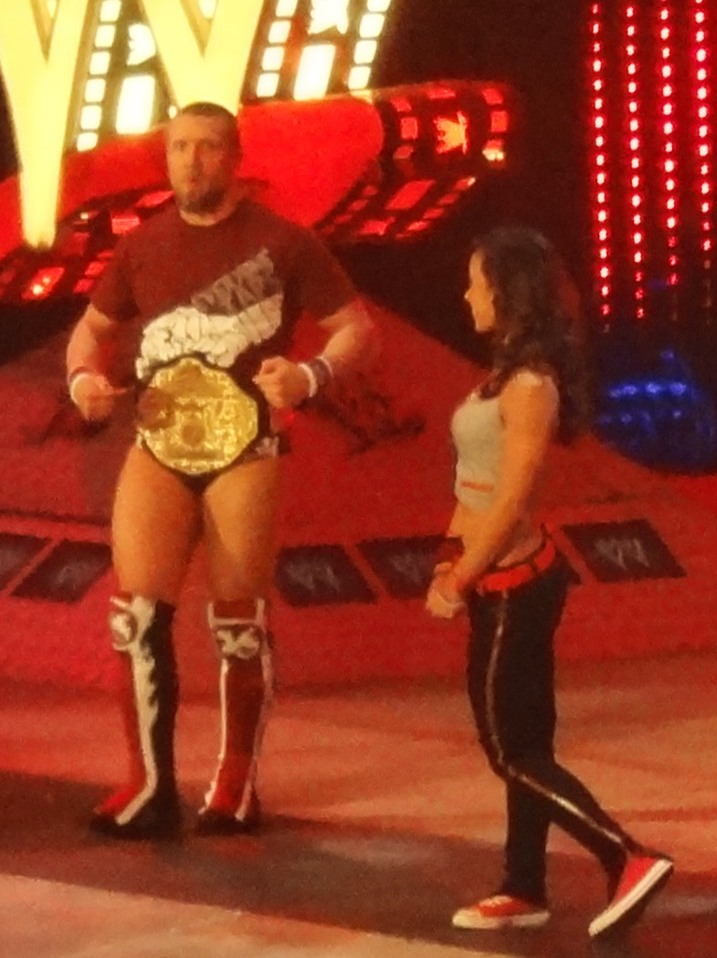
丹尼爾·布萊恩與世界重量級冠軍腰帶（與AJ·李）

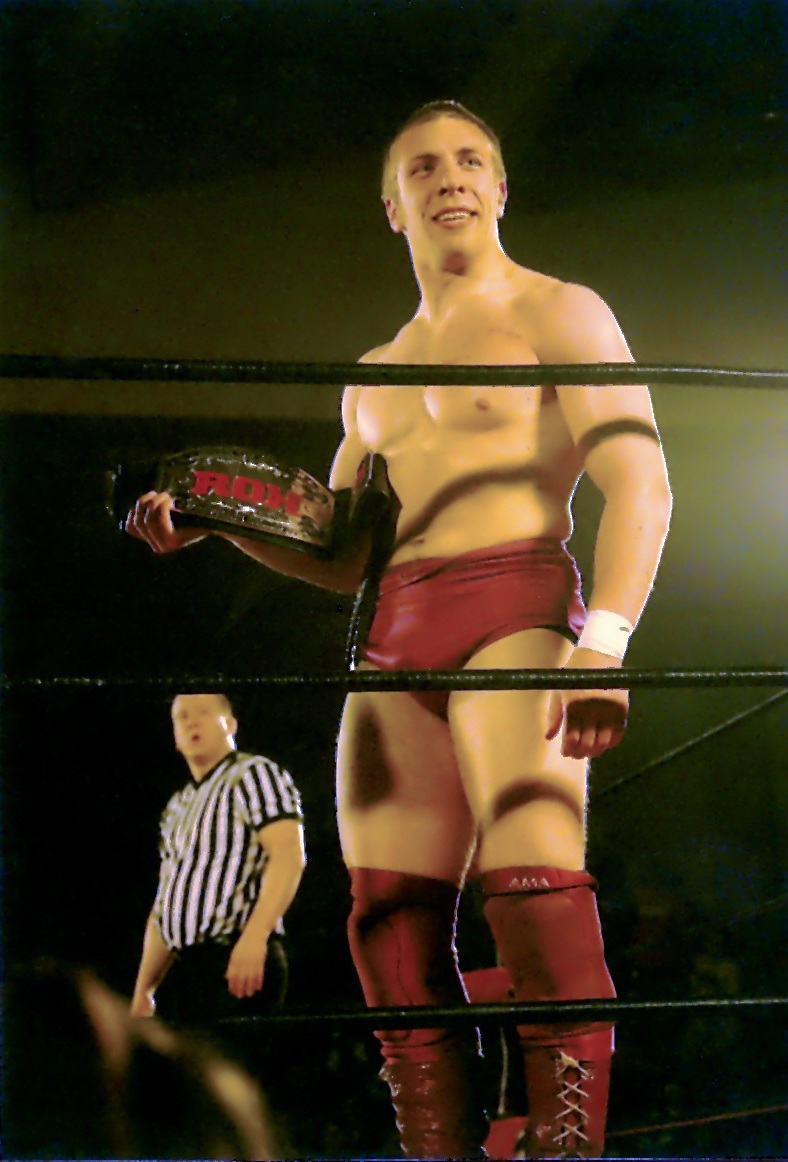
丹尼爾·布萊恩在2006年

丹尼爾森引用許多摔角選手對他的風格的影響，包括川田利明、三澤光晴和威廉·瑞格。他還提到他在早期職業生涯中對迪恩·馬連科和克里斯·班瓦的摔角建模，然後用巴西柔術作為基礎來發展自己的風格。
2009年，丹尼爾森搬到内华达州的拉斯维加斯，在那裡他開始在蘭迪·寇楚的Xtreme Couture健身房訓練混合武術。他也是Xtreme Couture的頭部訓練師Neil Melanson的室友。
丹尼爾森在肝酶升高和幾種葡萄球菌感染後於2009年成為素食主義者。2012年，他被善待動物組織授予Libby獎，成為“最具動物友好的運動員”。為了紀念丹尼爾森，華盛頓州雅基馬市長Micah Cawley 宣布1月13日為“丹尼爾·布萊恩日”。2012年9月，丹尼爾森解釋說，由於在WWE生涯中無法找到素食，他不再是素食主義者。他後來詳細說明他已經發現了一種大豆不耐受，並且找不到足夠的非大豆素食食品，但他仍然保持著大部分純素飲食。在推特上，他說自己患有白癜風。丹尼爾森在他的書中指出，由於父親過去有酗酒問題，他不喝酒。

2014年4月11日，布萊恩與WWE女子選手Brie Bella結婚。 2016年4月6日，在布萊恩退休後的近兩個月，為了與他一起創建一個家庭，貝拉也從職業摔角中退休。他們育有一個名叫Birdie Joe Danielson的女兒。布萊恩本身也是NFL裡的西雅圖海鷹隊的死忠球迷。

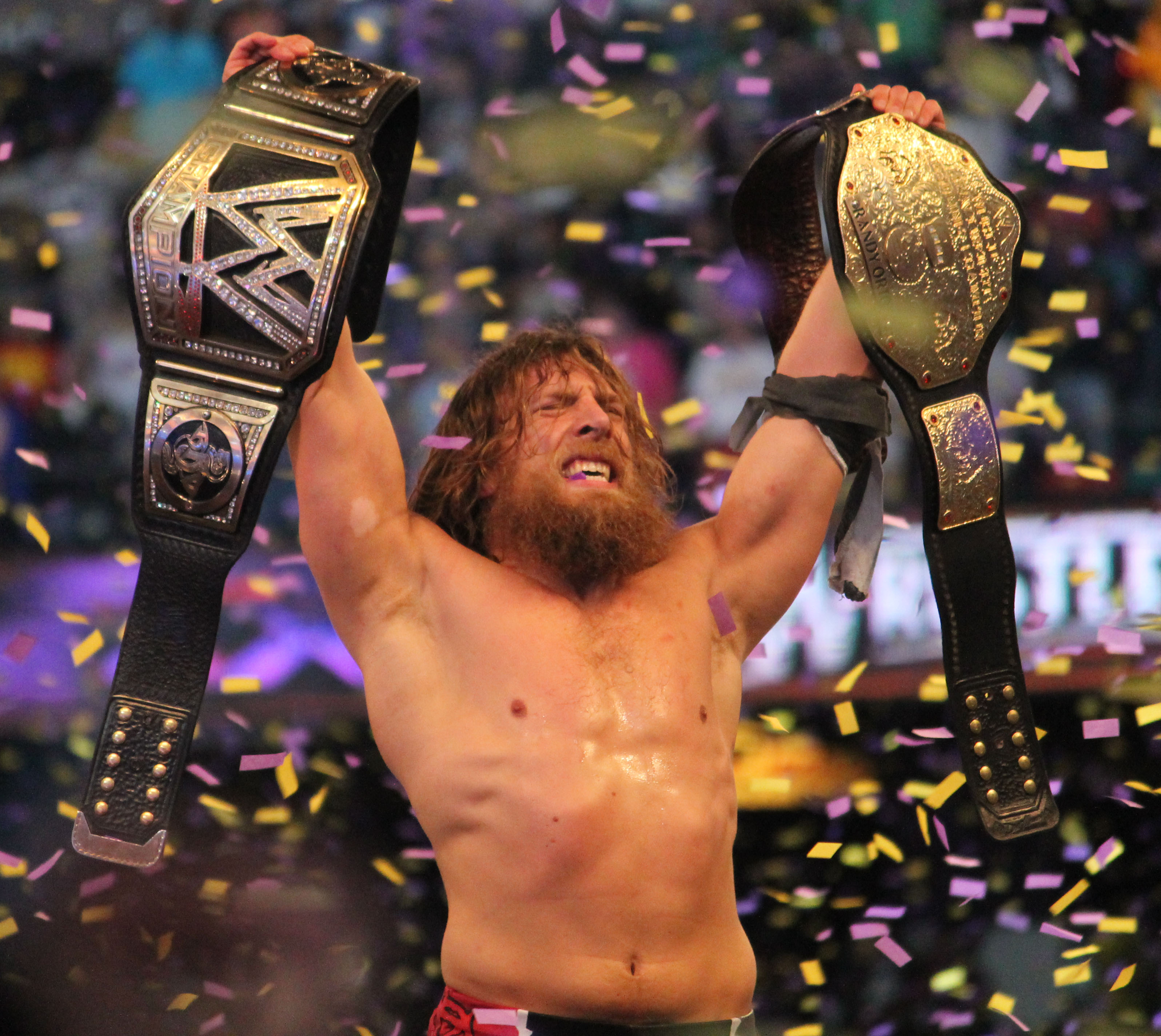
丹尼爾·布萊恩在摔角狂熱XXX

## 擂台招式
終結技:
- Yes Lock
- Knee Plus（Running single leg high knee）

常用技:
- Shoot kick（中段踢擊）也可叫做 "Yes"

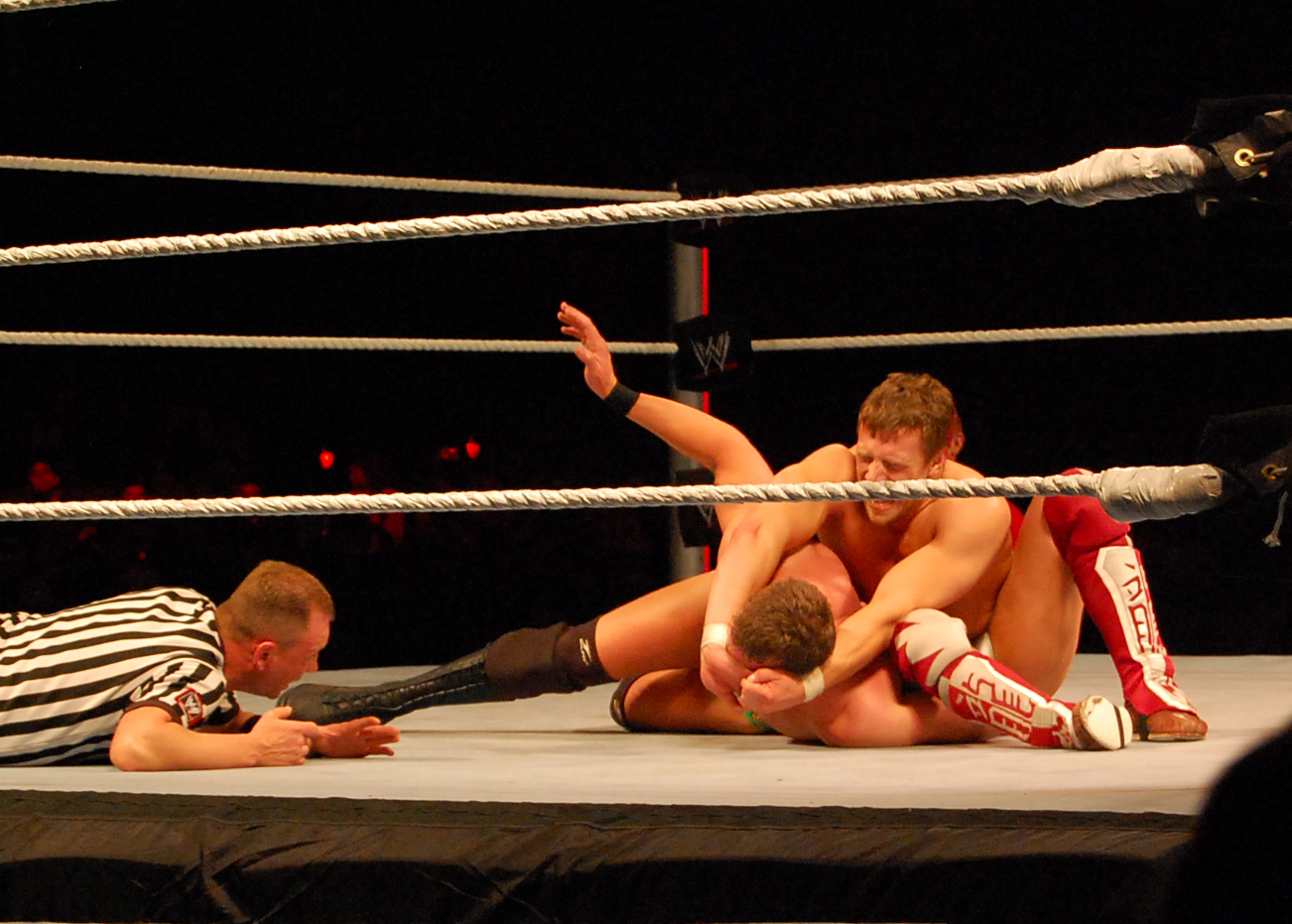
丹尼爾·布萊恩使出關節技Yes! Lock

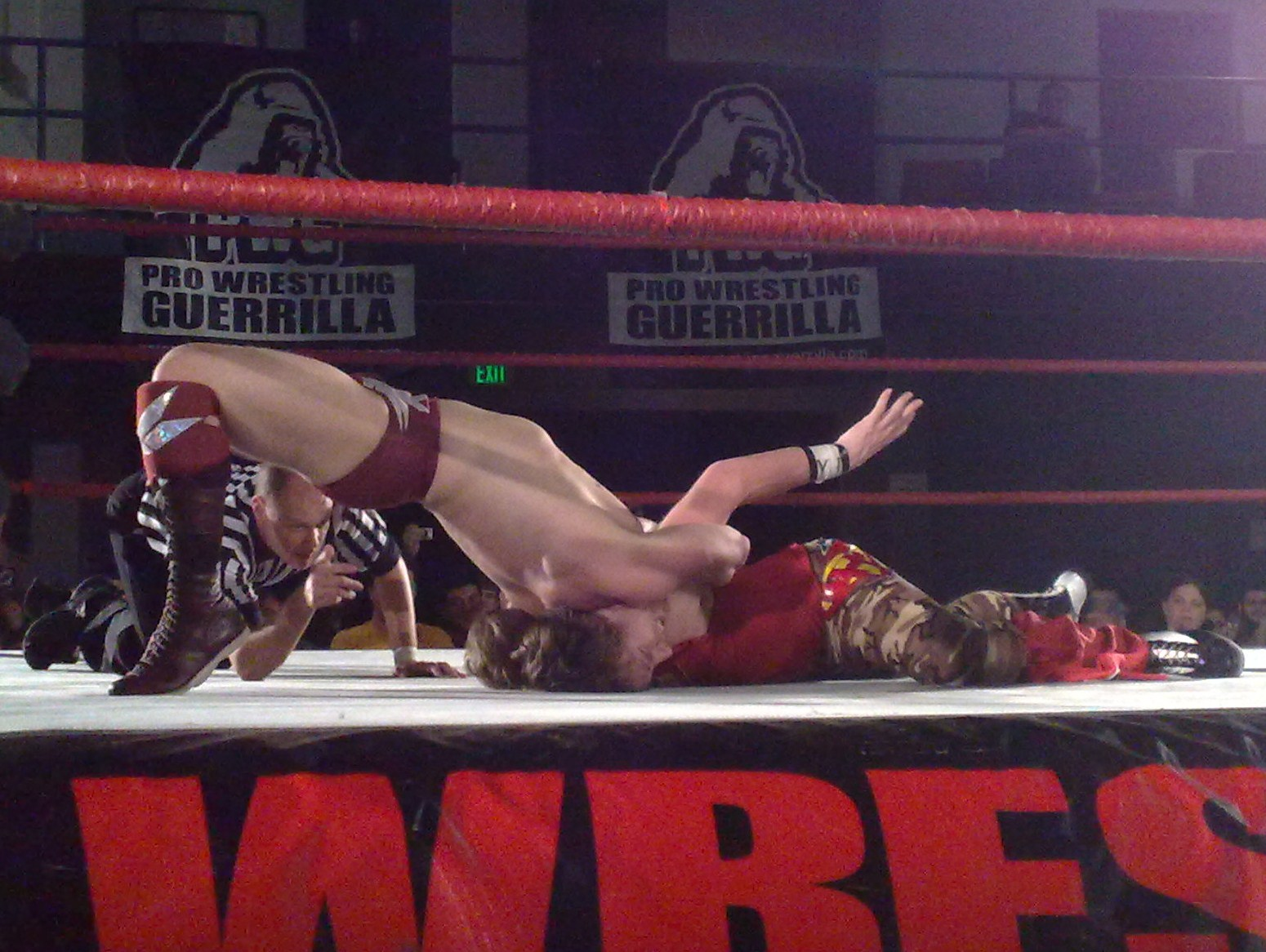
丹尼爾·布萊恩使出關節技外星人虐殺動物事件

丹尼爾·布萊恩以中段踢擊於Triple H

## 外部連結
- 丹尼爾·布萊恩在WWE官方網站的介紹 （页面存档备份，存于）（英文）
- 丹尼爾·布萊恩的X（前Twitter）
- 布萊恩·丹尼爾森在互联网电影资料库（IMDb）上的資料（英文）